# Manuel María Puga Ramón
Manuel María Puga Ramón (La Coruña, 8 de enero de 1903-Arteijo, 25 de agosto de 1957) fue un abogado y político gallego, hijo del alcalde de La Coruña y reputado gastrónomo Manuel María Puga y Parga, “Picadillo”, y titular del Pazo de Anzobre, que ejerció una notoria influencia política en Galicia, durante las primeras décadas del siglo XX.

## Reseña biográfica
Manuel María Puga Ramón (1903-1957), hijo de Manuel María Puga Parga y María del Carmen Ramón, estudió la carrera de derecho en la Universidad de Santiago de Compostela y ejerció como Abogado en La Coruña, ocupando durante varios años el cargo de Secretario de la Cámara de Comercio. Tenía su residencia veraniega en el Pazo de Anzobre, en Arteijo, que originariamente pertenecía a la Condesa de Gimonde y que había heredado su bisabuelo, Manuel María Puga Feijoo, designado heredero universal por la Condesa.
Muy próximo políticamente a los promotores del golpe de Estado del 18 de julio de 1936, fue designado Jurídico militar honorífico el 13 de agosto del mismo año,  llegando a alcanzar el grado de Capitán Auditor. Después de la Guerra Civil mantuvo una íntima amistad con la familia del general Franco, asiduos visitantes del Pazo de Anzobre durante las vacaciones veraniegas que el entonces Jefe del Estado disfrutaba en el Pazo de Meirás, cerca de La Coruña, lo que le proporcionó una relevante influencia política.
También colaboró en el diario El Orzán con algunos trabajos periodísticos, que titulaba "Crónicas" y firmaba con el seudónimo de Anzobre.

## Vida personal
En 1936 contrajo matrimonio con Elena Suárez Quiroga (1909-1997), prima de la escritora Elena Quiroga, en el Pazo de Villoria, en Valdeorras. Su hermano Rafael Puga Ramón, médico oftalmólogo, fue presidente de la Diputación de La Coruña (1961-1970) y procurador en Cortes.

## Distinciones
- Presidente del Real Club Náutico de La Coruña, 1940.[7]